# Musaranya d'orelles petites de Goldman
La musaranya d'orelles petites de Goldman (Cryptotis goldmani) és una espècie de mamífer de la família de les musaranyes (Soricidae) que es troba a Guatemala i Mèxic.
Fou anomenada en honor del naturalista i mastòleg estatunidenc Edward Alphonso Goldman.